# Zarajsko
Zarajsko – wieś na Ukrainie w rejonie samborskim należącym do obwodu lwowskiego.